# バカになったのに
「バカになったのに」は、The ピーズの1枚目のシングル。1989年10月21日発売。発売元はビクターエンタテインメント。

## 収録曲
全楽曲、作詞・作曲：はる、編曲：The ピーズ
1. バカになったのに
2. いちゃつく2人

## Plastic Treeのカバー
Plastic Treeの12枚目のシングル。2003年5月21日発売。発売元はSWEET HEART RECORDS。

### 概要
前作『蒼い鳥』から約11ヶ月ぶりのシングル。
シングルとしては、ドラムのササブチヒロシ加入後初の作品。
The ピーズの同名曲のカバー楽曲。カップリング曲の「もしもピアノが弾けたなら」は西田敏行のシングル曲『もしもピアノが弾けたなら』（1981年4月1日発売）のカバー楽曲である。
2003年7月9日には本シングル収録曲順を入れ替え、映像特典を追加した『もしもピアノが弾けたなら/バカになったのに』が発売された。

### 収録曲
1. バカになったのに
  - 作詞・作曲：はる
  - テレビ神奈川『saku saku』2003年6月度エンディングテーマ。
  - テレビ神奈川『Mutoma JAPAN』2003年6月度テーマソング。
  - テレビ埼玉『HOT WAVE』2003年6月度エンディングテーマ。
  - PVが製作されており、後発のシングル『もしもピアノが弾けたなら/バカになったのに』、及びPV集『二次元ヲルゴール.3』に収録された。
2. もしもピアノが弾けたなら
  - 作詞：阿久悠、作曲：坂田晃一

### 収録アルバム
オリジナル
- 『シロクロニクル』（#1、#2）

ベスト
- 『Best Album 白盤』（#2）
- 『Best Album 黒盤』（#1）